# Anita Rapp
Anita Rapp (Lillehammer, 24 de julho de 1977) é uma futebolista norueguesa. campeã olímpica

## Carreira
Foi medalhista olímpica de ouro pela seleção de seu país em 2000.